# じゃがいも (テレビドラマ)
『じゃがいも』は、NET（現・テレビ朝日）系列の「ナショナルゴールデン劇場」の枠で放送されていたテレビドラマである。1973年9月6日〜1974年3月21日（全29話）、1975年6月5日〜10月30日（全22話）の2シリーズ放送された。
放送時間（JST）は毎週木曜21:00〜21:55だが、第2シリーズの末期の1975年10月以降は21:55枠の各局別ミニ番組（関東地区では『世界あの店この店』）の枠拡大にともない、木曜21:00〜21:54に変更された。
関西地区では、第1シリーズは毎日放送に、第2シリーズはネットチェンジに伴い朝日放送にネットされたが、朝日放送はネットチェンジ直後に第1シリーズの再放送を平日15:00からの帯編成で行った。

## 概要
『だいこんの花』『にんじんの詩』『黄色いトマト』に続く、「野菜シリーズ」第4弾。東京の下町・向島にある「三沢コロッケ店」を舞台に、三沢家を中心とした様々な人間模様を描いた。「じゃがいも」のタイトルは、「じゃがいもはよく見ると、それぞれ少しずつ違った形をしている。まるで一人ずつ違う人生や喜怒哀楽、喜びを持ち、社会の中でひしめきあって生きている人間たちのようだ」といった様を例えたのが一つの由来である。
第1シリーズは、かつて20歳の時にたみ子は野々宮家に嫁いでいたが、家柄や格式などの違いなどからいびられた苦労から家を離れ、手放してその野々宮家に置いて来た子供の春子から電話がたみ子の元にかかってくる所から始まる。第2シリーズは、第1話で竜夫（演：加藤剛）が事故で亡くなり、これを受けて、妹のひろ子、弟の雄次がどう変わり成長していくのかをテーマに描いた。これについて、1話限りの出演なら加藤剛でなくても良かったのではないかとの声もあったが、「兄の死が家族に与えるその波紋をテーマの1つにしているので、死に行く者に強い魅力が無いと、面影として訴えかけようとしてもそれが薄くなる。加藤剛の写真がドラマが展開する上での伏線として大きな意味を持つというところが狙い」と木村幹プロデューサーは話している。
1990年3月22日（木曜日）には『向田邦子メモリアル』として、1975年のシリーズより15年経った三沢家を描くというストーリーで20:00〜21:48の枠で単発放送された。

## 出演
- 三沢たみ子：森光子
- 三沢善吉：佐野浅夫
- 三沢ひろ子：吉沢京子
- 三沢雄次：三浦友和
- 三沢修造（たみ子の義父）：志村喬
- 直治：大坂志郎
- 葉子：倍賞美津子
- 古美山：近江俊郎
- 渋沢米次郎：ハナ肇
- 時江：大山のぶ代
- 黒川：大門正明

第1シリーズ出演
- 野々宮春子：沢田亜矢子
- 野々宮（春子の元夫）：池部良
- 京子（春子の養母）：有沢正子
- 洋一：高橋長英
- 北川英司：横内正
- 北川君子：中原早苗
- 北川良介：岡浩也
- 道夫（ふとん屋の息子）：うえだ峻
- マリア：有吉ひとみ（第16話）

第2シリーズ出演
- 三沢竜夫：加藤剛（第1話）
- 三上真一郎
- 山本由香利
- 塩川ユキ：有吉ひとみ（第13話）

1990年版出演
- 野村真美
- 左とん平
- 堀内正美

## スタッフ
- 原作・脚本：向田邦子
- 脚本：田口耕三（1990年版「向田邦子メモリアル」のみ）
- 制作：木村幹
- 音楽：山下毅雄（第1シリーズ）、小川寛興（第2シリーズ）
- 演出：山内和郎、大村哲夫、大井素宏
- 制作：NET

## 主題歌
「じゃがいも」 歌：井上順 （作詞：山上路夫、作曲：山下毅雄、編曲：ボブ佐久間）

## サブタイトル

### 第1シリーズ
| 話数 | 放送日       | サブタイトル               | 演出     |
| ---- | ------------ | -------------------------- | -------- |
| 1    | 1973年9月6日 | お母さま春子です           | 山内和郎 |
| 2    | 9月13日      | 美人になったろ             | 山内和郎 |
| 3    | 9月20日      | あっちの水は甘いぞ         | 山内和郎 |
| 4    | 9月27日      | 子供を捨てる母なんて       | 山内和郎 |
| 5    | 10月4日      | 憎まれ役も役のうち         | 山内和郎 |
| 6    | 10月11日     | 爪の形が同じだわ           | 山内和郎 |
| 7    | 10月18日     | 子供が三人になったんだ     | 山内和郎 |
| 8    | 10月25日     | あっちの子こっちの子       | 山内和郎 |
| 9    | 11月1日      | かごに乗る人かつぐ人       | 山内和郎 |
| 10   | 11月8日      | お嫁に行くんじゃあるまいし | 山内和郎 |
| 11   | 11月15日     | 子供の用心火の用心         | 山内和郎 |
| 12   | 11月22日     | 今日はあの子の誕生日       | 山内和郎 |
| 13   | 11月29日     | オレの頭殴ってくれ         | 山内和郎 |
| 14   | 12月6日      | 子連れでお見合い           | 大村哲夫 |
| 15   | 12月13日     | 寂しいパパの子守唄         | 大村哲夫 |
| 16   | 12月20日     | 錦糸町のマリアちゃん       | 大村哲夫 |
| 17   | 12月27日     | 泣いて笑って年が行く       | 大村哲夫 |
| 18   | 1974年1月3日 | 新春待人                   | 山内和郎 |
| 19   | 1月10日      | 当りくじ                   | 山内和郎 |
| 20   | 1月17日      | 恋は気まま者               | 山内和郎 |
| 21   | 1月24日      | サヨナラも言わないで       | 山内和郎 |
| 22   | 1月31日      | 先生の嘘つき               | 山内和郎 |
| 23   | 2月7日       | 深夜の客                   | 山内和郎 |
| 24   | 2月14日      | 祝いの酒は涙の味           | 山内和郎 |
| 25   | 2月21日      | 春で十九でストトン節       | 山内和郎 |
| 26   | 2月28日      | 親に刃向かう血筋だねえ     | 山内和郎 |
| 27   | 3月7日       | 急に孫だと言われても       | 山内和郎 |
| 28   | 3月14日      | 生みの親育ての親           | 山内和郎 |
| 29   | 3月21日      | お母ちゃんさようなら       | 山内和郎 |

### 第2シリーズ
| 話数 | 放送日       | サブタイトル               | 演出               |
| ---- | ------------ | -------------------------- | ------------------ |
| 1    | 1975年6月5日 | 竜夫･･･                    | 山内和郎           |
| 2    | 6月12日      | 赤毛の女                   | 山内和郎           |
| 3    | 6月19日      | 涙の貯金箱                 | 山内和郎           |
| 4    | 6月26日      | あの子の愛したベートーベン | 大井素宏           |
| 5    | 7月3日       | 少し短い兄貴のゆかた       | 山内和郎           |
| 6    | 7月10日      | 俺ァサンタだ               | 山内和郎、大井素宏 |
| 7    | 7月17日      | 夜中の嫁入り               | 山内和郎、大井素宏 |
| 8    | 7月24日      | 引越し仁義                 | 山内和郎、大井素宏 |
| 9    | 7月31日      | 犬張子                     | 山内和郎、大井素宏 |
| 10   | 8月7日       | 幻の伴侶                   | 山内和郎、大井素宏 |
| 11   | 8月14日      | 父親志願                   | 山内和郎、大井素宏 |
| 12   | 8月21日      | 続父親志願                 | 山内和郎、大井素宏 |
| 13   | 8月28日      | 残暑の女                   | 山内和郎、大井素宏 |
| 14   | 9月4日       | 求婚                       | 山内和郎、大井素宏 |
| 15   | 9月11日      | 船出･･･                    | 山内和郎、大井素宏 |
| 16   | 9月18日      | 二つの愛                   | 山内和郎、大井素宏 |
| 17   | 9月25日      | 悲しい花婿                 | 山内和郎、大井素宏 |
| 18   | 10月2日      | 少し早めの嫁姑             | 山内和郎、大井素宏 |
| 19   | 10月9日      | 三三九度                   | 山内和郎、大井素宏 |
| 20   | 10月16日     | 七日間の父                 | 山内和郎、大井素宏 |
| 21   | 10月23日     | めおと茶碗                 | 山内和郎、大井素宏 |
| 22   | 10月30日     | 今年は涙の当り年           | 山内和郎、大井素宏 |